# Пла-де-л’Эстань
Пла-де-л’Эстань (исп. Pla de l'Estany, кат. Pla de l'Estany) — район (комарка) в Испании, входит в провинцию Жирона в составе автономного сообщества Каталония.

## Муниципалитеты
1. Баньолес
2. Камос (Жирона)
3. Корнелья-дель-Терри
4. Креспиа
5. Эспонелья
6. Фонткоберта
7. Палоль-де-Ревардит
8. Поркерес
9. Сант-Микель-де-Кампмажор
10. Сериния
11. Виладемульс